# Mercedes-Benz L 319
El Mercedes-Benz L 319 fue un vehículo comercial ligero construido por Daimler-Benz AG entre los años 1956 y 1968. Más grande que una furgoneta de reparto estándar, pero más pequeño que un camión convencional pequeño de la época, fue el primer modelo del fabricante en esta clase. El vehículo se ofreció con una gama de carrocerías de furgónes y camiones, aplicaciones especiales y variantes minibús (O 319) también estaban disponibles. El L 319 fue el precursor de numerosas generaciones exitosas de furgonetas Mercedes-Benz, hasta la actual Sprinter, Vito y la serie Vario.
Fue producida en Sindelfingen, Düsseldorf y Mannheim en Alemania y Vitoria en España, donde las furgonetas fueron ensamblados en la década de 1960, utilizando kits de piezas (CKD) suministradas por la planta de Düsseldorf. Mannheim, finalmente, fue el lugar de producción de los  «ómnibuses compactos» basados en la versión furgón.
La L 319 fue la primera verdadera furgoneta del mundo en el sentido moderno, y no solo un camión cerrado. Aunque no exactamente tecnológicamente innovador, cosas como una distancia entre ejes alargada, habitáculo situado hacia adelante, y la zona de carga gigante dieron a los L 319 impresionante capacidad para el transporte de mercancías.
El L 319 es el «abuelo» del actual Sprinter, que se introdujo por primera vez en 1995 y precedido de la serie T1 de larga duración.

## Antecedentes
En 1955 Daimler-Benz estaba bien representada en el mercado de automóviles de pasajeros, y también ofrecía a los operadores comerciales una amplia gama de camiones convencionales. El más pequeño de los camiones, que se ofrecía en la versión vigente en ese momento desde 1945, fue la gama L 3500. En cuanto a los vehículos comerciales más pequeños, durante la guerra, Mercedes se vio obligada por la racionalización impuesta por el gobierno a la fabricación del camión Opel Blitz de su principal competidor, pero la empresa no había ofrecido ningún vehículo comercial por debajo de las 3 toneladas desde antes de la guerra. Sin embargo, durante la década de 1950 el éxito de la furgoneta Volkswagen Tipo 2 y el rejuvenecido Opel Blitz convencieron a Mercedes-Benz de que la categoría era demasiado importante como para ser ignorada.
En 1956 se inicia la producción en serie de las furgonetas 319 L, presentadas en 1955 en el Salón del Automóvil de Frankfurt y recibidas con escepticismo por los expertos, pero con entusiasmo por los clientes.

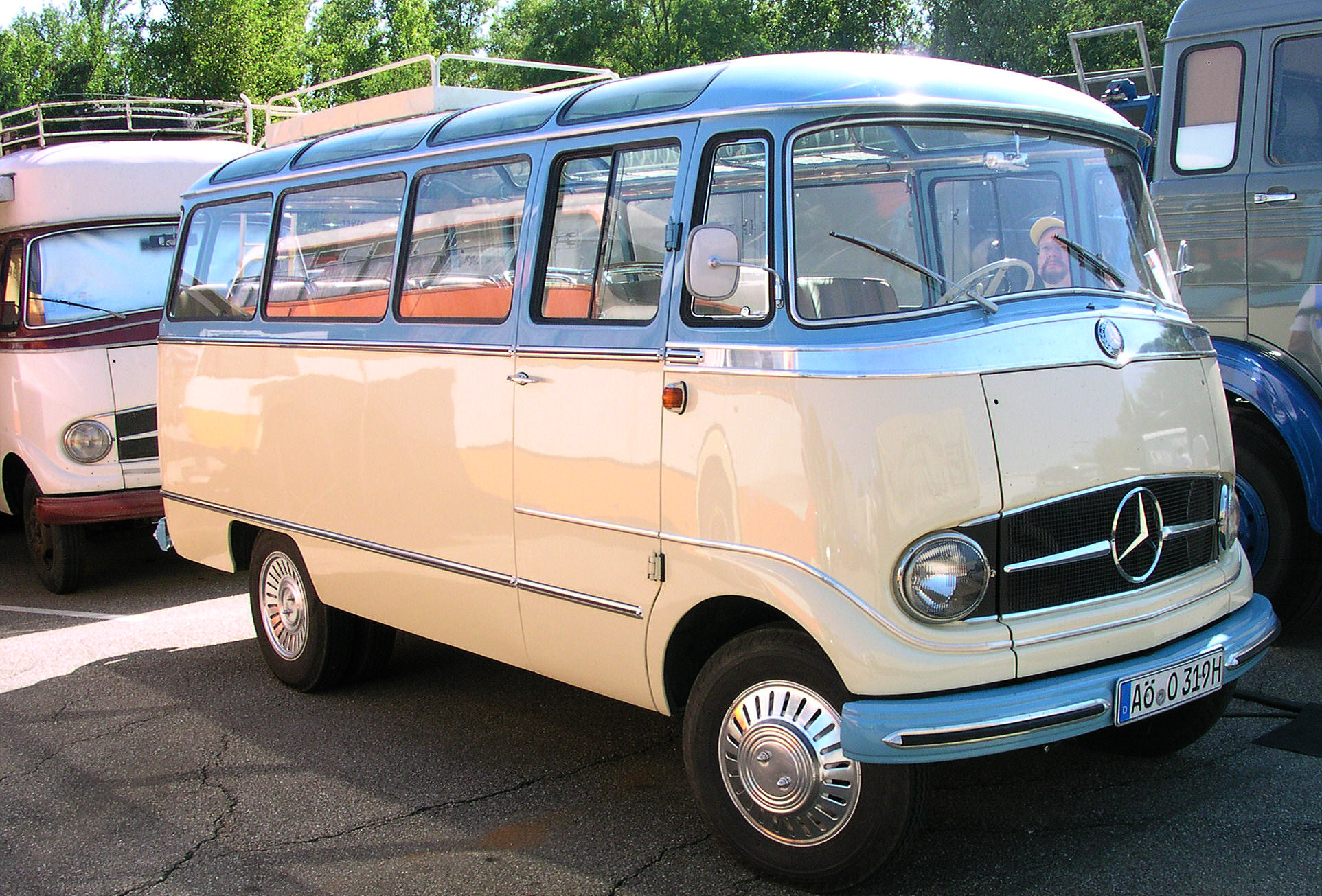
Mercedes-Benz O 319 minibús con ventanas panorámicas

## Características técnicas
El Mercedes-Benz L 319 poseía una construcción robusta y de sólida tecnología, la ingeniería estaba en consonancia con las exigencias de una clientela sensata: un bastidor tipo escalera con largueros y travesaños para el chasis y plataforma (el furgón contó con una carrocería parcialmente autoportante soldada al chasis). La suspensión delantera, así como la trasera estaban equipadas con muelles semielípticos con ejes rígidos delante y detrás y grandes ruedas de 16 pulgadas, disponible con un motor diésel «OM 636» de 1.8 litros (1767 cm³) con 43 hp (32 kW) o con un motor de gasolina de 1.9 (1897 cm³) con 65 hp (48 kW). Con ambas mecánicas equipaba una caja de cambios de cuatro velocidades y tracción trasera. Los frenos con sistema hidráulico y la dirección de cremallera, aunque en opción estaba disponible la dirección asistida.
El L 319 tenía un peso bruto de 3600 kg (3,6 t) y una capacidad de carga útil de 1625 o 1800 kg para los camiones con plataforma.
En la tradición de los vehículos industriales, Daimler-Benz siempre ha ofrecido una variante autobús. Las versiones de autobús de 10 a 18 pasajeros fueron: una normal de gasolina o diésel y una de lujo. Disponían de una distancia entre ejes igual que el furgón de 2850 milímetros.

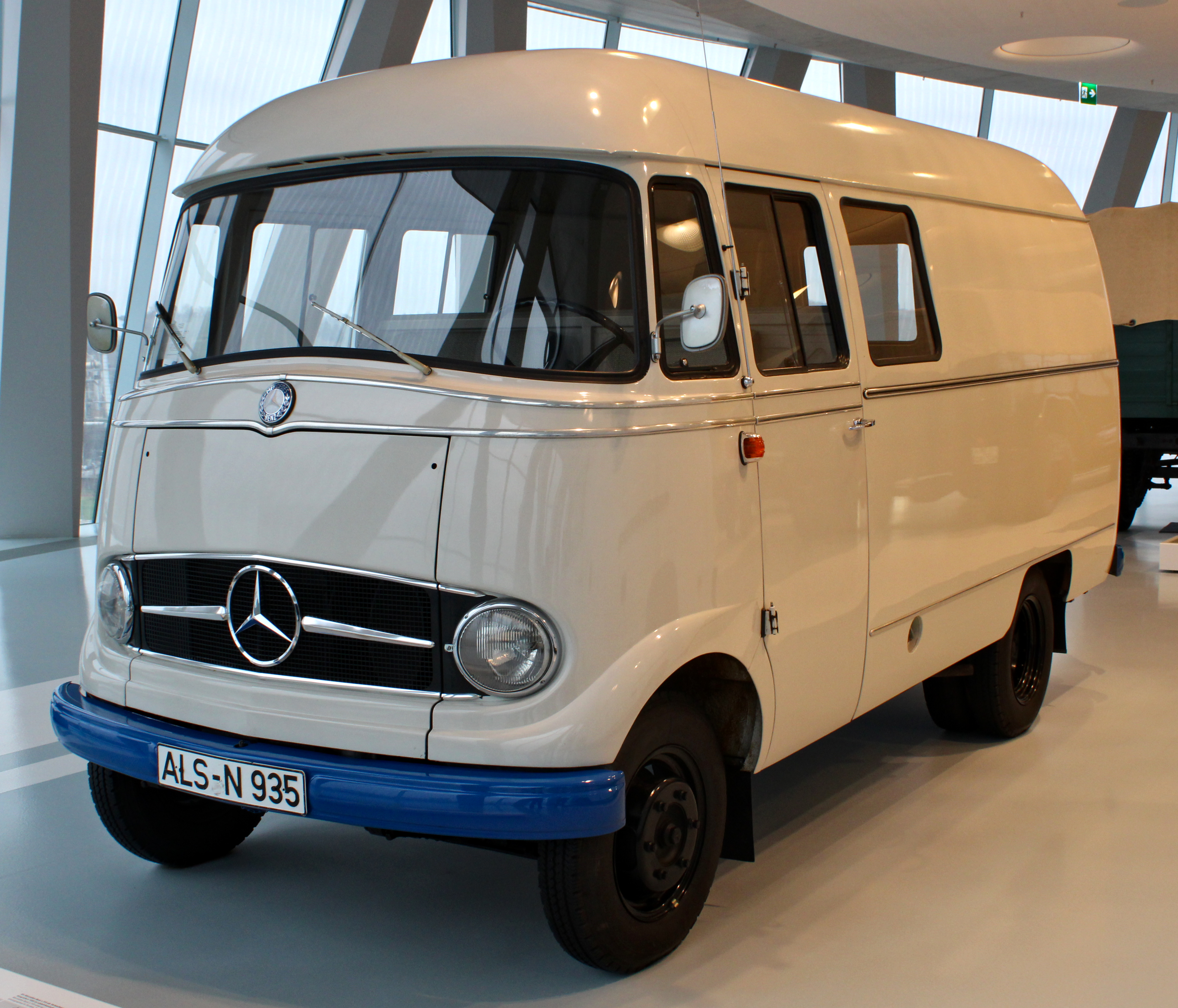
Mercedes-Benz L 319 furgón con techo alto

## 1963-1968
En 1963, cambia de denominación a L 319 D (motor diésel) a L 405, mientras que la versión gasolina pasó de denominarse L 319 a L 407. La versión bus sin embargo siguió con su denominación original, O 319. Aparte del cambio de denominación, el número de variantes se incrementó, suspensiones más robustas y fuertes, mejores equipos de frenos, modificaciones todas ellas que hicieron posible que la capacidad de carga aumentara hasta las 2 toneladas, y también había una versión de cabina doble nueva.
Ya en septiembre de 1965, Daimler-Benz llegó a la producción de la unidad 100.000 de esta serie de vehículos, de los cuales se vendieron en total un total de 123.234 hasta 1968. Como nota anecdótica en España se construyeron 19.000 kits de piezas (CKD) de estas furgonetas. Los modelos de más éxito en el mercado según las crónicas de 1967 fueron los tipo L 406 y L 408, más tarde llamados T 2.

## Ficha técnica
| Distancia entre ejes:            | 2850 mm | 2952 mm   |
| Largo exterior:                  | 4820 mm | 4902 mm   |
| Alto exterior:                   | 2365 mm | 2286 mm   |
| Ancho exterior:                  | 2080 mm | 2080 mm   |
| Superficie de carga:             | 5,0 m²  | no aplica |
| Volumen de carga:                | 8,6 m³  | no aplica |
| Altura Interior:                 | 1550 mm | 1550 mm   |
| Longitud interior:               | 3000 mm | 3102 mm   |
| Anchura interior:                | 1890 mm | 1860 mm   |
| Altura al piso:                  | 795 mm  | 609 mm    |
| Carga útil:                      | 1625 kg | 1625 kg   |
| Peso bruto total admisible (kg): | 3606 kg | 3606 kg   |